# Platyxanthus
Platyxanthus es un género de cangrejos de la familia Platyxanthidae.

## Especies
Las siguientes especies pertenecen al género Platyxanthus:
- Platyxanthus balboai Garth, 1940
- Platyxanthus crenulatus A. Milne-Edwards, 1879[1]
- Platyxanthus orbignyi (H. Milne Edwards & Lucas, 1843)
- Platyxanthus patagonicus (A. Milne-Edwards, 1863)